# 시어스 홀딩스
시어스 홀딩스 코퍼레이션(Sears Holdings Corporation)은 미국의 지주회사로서 본사는 시카고 교외의 일리노이주 Hoffman Estates에 위치해 있다. 소매점 브랜드 시어스와 케이마트를 소유하고 있으며 2005년 후자가 전자를 인수한 이후 설립되었다. 시어스 홀딩스는 또한 켄모어와 다이하드라는 브랜드도 소유하고 있다.
2015년 기준으로 미국에서 20번째로 큰 소매 기업이다.

## 같이 보기
- 시어스